# Алисия Санча
Алисия Хосе Санча-Нахтигал е българска и испанска художничка.

## Биография
Родена е в 1950 година в София, в семейството на испанския художник Хосе Санча, тогава художник и сценограф в Сатиричния театър в София, и журналистката Анелия Стоянова-Санча, която е дъщеря на известните български писатели Людмил Стоянов и Мария Грубешлиева. По бащина линия дядото на Алисия е един от архитектите, проектирали пристанището на Малага, а баба ѝ в 1886 година става първата жена с докторат в Испания. Алисия се мести в Испания със семейството си още като дете. След това заминава да следва в Лондон, Берлин и Виена, където остава да живее. В Берлин следва при професор Петер Янсен. Във Виена работи като свободна художничка – сценографка и илюстраторка. Има двама синове – Аарон и Бенямин, който също е художник.
Към 2016 година възстановява родната къща на Людмил Стоянов в Ковачевица. В следващата 2017 година открива самостоятелната си изложба в родното село на дядо си – Ковачевица. Излага картините си живопис в реставрираното училище „Йордже Димитров – 1888“.
В същата 2017 година Алисия прави и първата си самостоятелна изложба в София, озаглавена „Музика за птици, или когато абсурдът стане действителност“ в галерия „Арте“. В 2019 година е открита изложбата „От Малага до Виена, минавайки през София“ в Националната галерия в София, която включва творби на представители на фамилията Санча от XIX век до днес, сред които произведения на Алисия, на нейния син Бенямин, баща ѝ Хосе Санча и дядо ѝ Франсиско Санча Ленго.